# BlackBerry (entreprise)
Pour les articles homonymes, voir RIM.
Research In Motion Limited (RIM), renommée BlackBerry le 30 janvier 2013, était à l'origine une société canadienne spécialisée dans la conception, la fabrication et la commercialisation de solutions sans fil pour le marché de la communication mobile. De plus, elle opérait un système de messagerie électronique sans fil, système dont la partie la plus visible est le BlackBerry.
Depuis fin 2013 et l'arrivée à sa tête de John Chen, BlackBerry a complètement réorienté sa stratégie vers les logiciels et la sécurité. Ainsi depuis 2017, date à laquelle l'entreprise s'est entièrement désengagée du hardware, les appareils en vente portant la marque BlackBerry bénéficient d'un accord de licence de marque et sont fabriqués et commercialisés par des sociétés tierces. Depuis le 4 janvier 2022, ils ne reçoivent plus de mise à jour et devraient cesser de fonctionner.
BlackBerry quitte officiellement le marché de la téléphonie en février 2022 en vendant ses derniers brevets de téléphone mobile.

## Description
Le siège social est situé à Waterloo, en Ontario, et compte des bureaux aux États-Unis en Angleterre et en Asie-Pacifique.
BlackBerry commercialisait différents appareils qui opèraient avec les protocoles de communication GSM, CDMA, UMTS et iDEN. BlackBerry vend des composantes sans fil et développe ses propres logiciels en C++ et Java.
BlackBerry est le parrain d'un centre de recherches en astrophysique, le RIM Park (en), situé au nord de Waterloo.

## Actionnaires
Liste des principaux actionnaires au 15 novembre 2019 :
| Primecap Management                | 13,2 % |
| Hamblin Watsa Investment Counsel   | 8,52 % |
| The Vanguard Group                 | 2,42 % |
| Franklin Mutual Advisers           | 2,32 % |
| Invesco Advisers                   | 2,16 % |
| Point72 Asset Management           | 2,05 % |
| Davide Leone & Partners Investment | 1,95 % |
| Iridian Asset Management           | 1,82 % |
| Third Point                        | 1,82 % |
| Fairfax Financial Holdings Limited | 1,80 % |

## Historique

Logo de Research In Motion de 1984 jusqu'au 30 janvier 2013

### Débuts de Research In Motion
Mike Lazaridis étudie à l'Université de Waterloo, en Ontario. Intéressé par la communication sans fil (wireless) depuis son enfance, il continue d'y travailler à l'université. Avec Doug Fregin, un ami d'enfance également étudiant à UW, il fonde en 1984 la société Research In Motion. En 1992, l'entreprise recrute Jim Balsillie, jeune diplômé de la Harvard Business School, afin de gérer l'aspect administratif et financier. Il partage la fonction de directeur général avec Lazaridis. RIM collabore avec RAM Mobile Data (en) et Ericsson dans le but de transformer Mobitex, un système de transmission de données sans fil, en un réseau bi-directionnel de courriels et de notifications (paging),.
La firme lance le RIM 900 Inter@ctive pager en 1996, puis deux ans plus tard le RIM 950, qui entre en concurrence avec SkyTel, un système bi-directionnel de notifications développé par Motorola. Le RIM 950, dont le clavier est utilisable avec les pouces (thumb keyboard), est le premier succès commercial de la firme canadienne. Il est adopté par de grandes entreprises comme BellSouth et IBM. Research In Motion est cotée à la Bourse de Toronto en 1997, puis fait son entrée au NASDAQ deux ans plus tard.

### Le BlackBerry

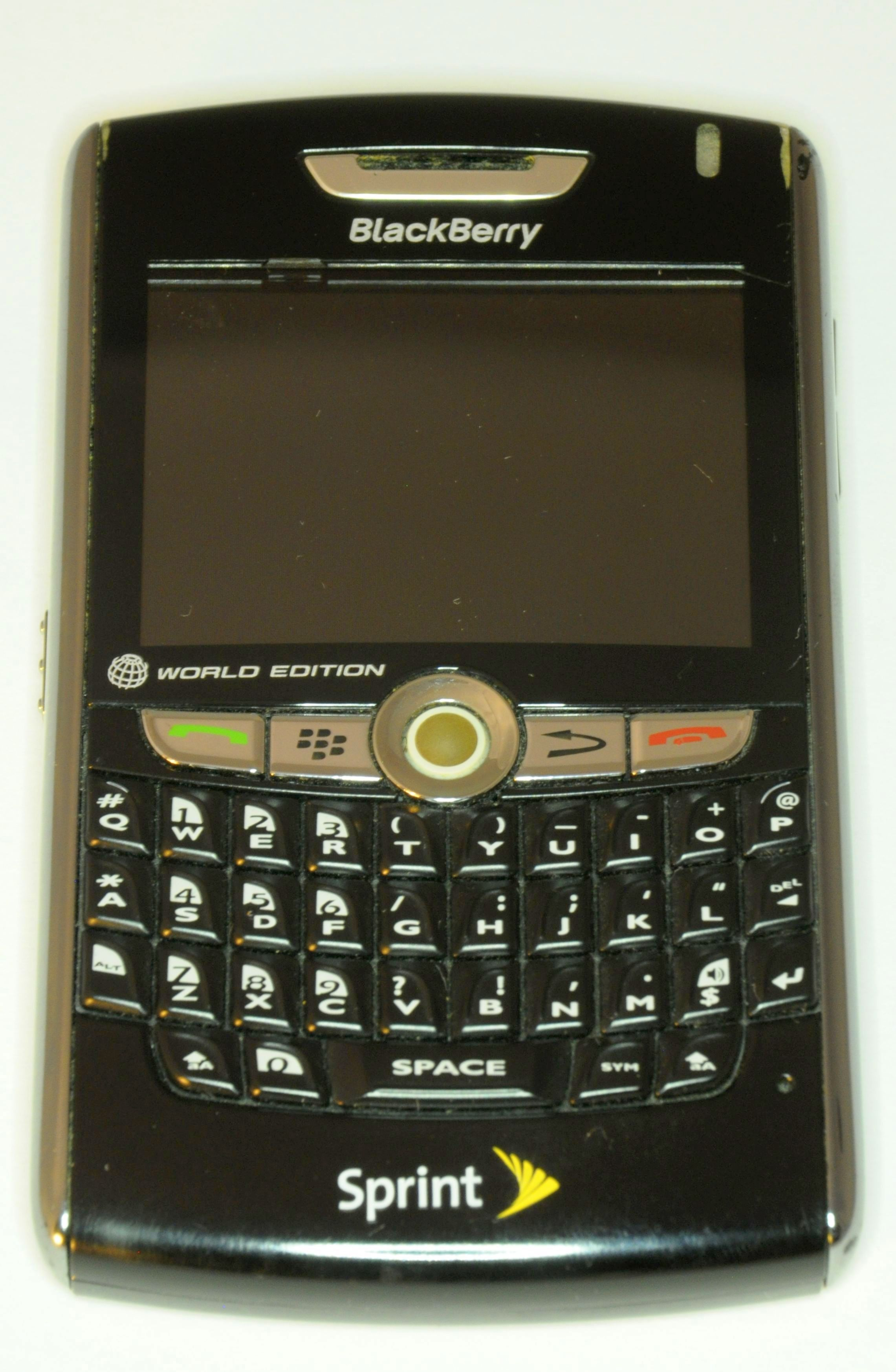
Blackberry 8830

RIM fait appel à Lexicon Branding afin de rebaptiser ses produits avec un nom plus accessible et plus facile à mémoriser. Inspirés par l'aspect du clavier des appareils, dont les touches leur rappellent les akènes parsemant la surface des fraises, les responsables de la firme marketing proposent l’appellation Strawberry,. Le nom BlackBerry (en français : mûre) lui est finalement préféré. Le premier BlackBerry est commercialisé en 1999. Il utilise la même technologie que le RIM 950 et communique via le réseau Mobitex.
En 2001, le premier BlackBerry avec téléphone mobile est introduit. Premier appareil vendu en dehors de l'Amérique du Nord, il s'appuie sur les normes GSM et GPRS. Il est surnommé CrackBerry par ses utilisateurs en raison de son caractère addictif. La même année, la société américaine TNP porte plainte contre Research In Motion pour violation de brevet. Le différend est réglé en 2006 par un accord négocié hors tribunal au terme duquel RIM verse 612,5 millions de dollars et NTP autorise la firme canadienne à exploiter ses brevets.
Longtemps deuxième, Research In Motion devient le quatrième fabricant mondial de téléphones cellulaires durant le premier trimestre 2010, avec 10,6 millions d'unités vendues, devant Sony Ericsson avec 10,5 millions.
En juillet 2011, la société annonce qu'elle supprimera 2 000 emplois durant l'année. La tablette tactile BlackBerry PlayBook est lancée.

### Projet de nouvelle plateforme
En 2010, RIM fait l'acquisition de QNX Software Systems, filiale de Harman International Industries depuis 2004. La firme canadienne souhaite utiliser le système d'exploitation QNX comme base de sa nouvelle plateforme. Elle mène à bien une série d'acquisitions et rachète notamment The Astonishing Tribe, société spécialisée dans le design d'interfaces utilisateur pour appareils mobiles. Interrogé par des analystes financiers en mars 2011, Jim Balsillie avance que la nouvelle plateforme de RIM verra le jour au début de l'année suivante.

### Thorsten Heins nommé directeur général
En janvier 2012, Mike Lazaridis et Jim Balsillie, qui détiennent chacun 5 % du capital de l'entreprise, quittent leurs fonctions de directeur général et président du conseil d'administration. Ils conservent leur place au sein de ce dernier. Thorsten Heins (en), qui a rejoint RIM en 2007 avant de devenir en 2011 directeur des opérations, est nommé directeur général. Barbara Stymiest prend la direction du conseil d'administration,. Fin mars 2012, Research In Motion annonce avoir essuyé une perte de 125 millions de dollars américains lors du dernier trimestre 2011. Son bénéfice net annuel est divisé par trois sur l'exercice achevé le 3 mars 2012. La part de marché des téléphones BlackBerry dans le monde est passée de 14 % à 8 % en un an, surtout du fait de la concurrence du nouvel iPhone de Apple. Sur la même période, l'action RIM a perdu 80 % de sa valeur. Jim Balsillie démissionne du conseil d'administration,.

### Offre de rachat et fin de la téléphonie
En janvier 2013, lors de la conférence de presse de lancement du système d'exploitation BlackBerry 10, Thorsten Heins annonce le changement de nom de la société. Elle est renommée BlackBerry et adopte le symbole « BB » à la Bourse de Toronto. Les nouveaux modèles présentés plus tôt dans l'année n'ayant pas réussi à enrayer la chute des ventes et de l'action, le conseil d'administration de BlackBerry recrute la banque d'investissement JPMorgan Chase en août 2013 et forme un comité afin d'« explorer des options stratégiques ». Le conseil recherche des offres de partenariat, voire un acquéreur susceptible de racheter tout ou partie de la société,. Au mois de septembre, la firme annonce une perte d'exploitation de près d'un milliard de dollars sur le trimestre achevé le 31 août, ainsi que la suppression de 4 500 emplois, soit plus du tiers de ses effectifs. L'entreprise confirme son déclin dans le marché mondial de la téléphonie mobile. Son conseil d'administration reçoit une offre de rachat s'élevant à 4,7 milliards du groupe d'investissement Fairfax Financial, déjà détenteur de 10 % du capital,.
Elle abandonne la fabrication de téléphones en 2013, continuant les mises à jour jusqu'au 4 janvier 2022.

### Propriété intellectuelle
En septembre 2014, BlackBerry acquiert la start-up britannique Movirtu, qui permet d'utiliser plusieurs numéros de ligne, pour un montant inconnu.

### Difficultés économiques et licenciements
L'entreprise a enregistré sur l'année fiscale 2014 un déficit de 6 milliards de dollars. En mai 2015, elle annonce une vague de licenciements concernant une partie de ses 7 000 salariés, notamment dans la partie développement dédiée au software et aux applications. 
En juillet 2015, BlackBerry acquiert pour un montant non dévoilé AtHoc, spécialisé dans les communications sécurisées. En septembre 2015, BlackBerry acquiert Good Technology, une entreprise américaine de logiciel pour mobile, pour 425 millions de dollars. En novembre 2018, BlackBerry annonce l'acquisition de Cylance, entreprise américaine de cybersécurité.
En janvier 2021, BlackBerry et Facebook règlent d’importants différends datant de 2018 sur des questions de brevets.

## Implantation dans la région de Waterloo

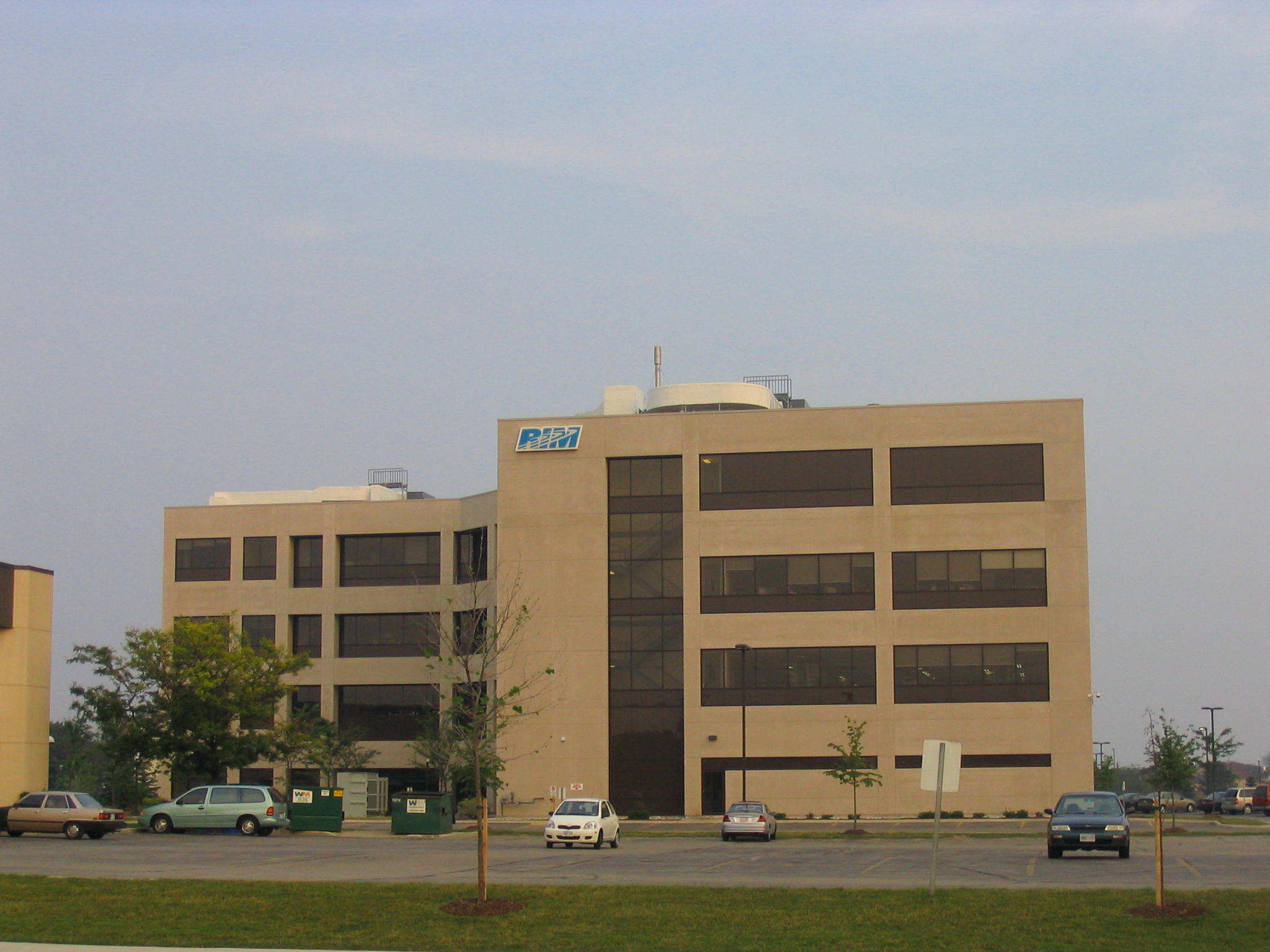
Siège de l'entreprise à Waterloo, au Canada.

Depuis la création de l'entreprise en 1984, son siège social est implanté à Waterloo, dans la province canadienne de l'Ontario. Il est situé près de l'université de Waterloo où Mike Lazaridis a poursuivi ses études. La firme dispose d'un campus d'une vingtaine de bâtiments comprenant une usine de 25 000 m2, dont la capacité de production s'élève à 5 millions d'appareils par an,.
En 2010, la région comprise entre Waterloo, Kitchener et Cambridge compte 530 000 habitants, dont 15 000 travaillent dans les 550 entreprises de haute technologie qui y sont implantées. Elle est surnommée « RIM valley », en référence à Research In Motion, l'ancien nom de l'entreprise BlackBerry. En 2012, celle-ci emploie 9 000 résidents de Waterloo. La firme fait partie des principaux employeurs de la ville, elle est considérée comme un symbole de réussite et bénéficie d'un fort soutien dans la région.
Les responsables de BlackBerry soutiennent financièrement plusieurs projets mis sur pied dans la région de Waterloo. Mike Lazaridis investit 150 millions de dollars canadiens dans un institut de recherche indépendant spécialisé en physique théorique, le Institut Périmètre de physique théorique, ouvert en 1999. Il finance également une unité de recherche de l'université, l'Institute for Quantum Computing (ICQ), dédiée à la physique quantique. Jim Balsillie finance un think tank, dénommé Centre for International Governance Innovation, travaillant sur les politiques publiques,.